# مدودة (حضرموت)
مدوده ال عبيدالله هي إحدى قرى الجمهورية اليمنية. تتبع جغرافيا لمحافظة حضرموت و إداريًا لمديرية سيئون. يبلغ تعداد سكانها 4563 نسمة حسب الإحصاء الذي أجري عام 2004.